# لوكاس بيرنت
لوكاس بيرنت هو لاعب هوكي جليد كندي، ولد في 1 أبريل 1982 في روسلاند ‏ في كندا.

## وصلات خارجية
- لوكاس بيرنت على موقع EliteProspects.com (الإنجليزية)
- لوكاس بيرنت على موقع HockeyDB.com (الإنجليزية)